# 더 믹
《더 믹》(영어: The Mick)는 2017년부터 2018년까지 방영된 미국의 시트콤이다.